# Fissidens pauperculus
Fissidens pauperculus là một loài Rêu trong họ Fissidentaceae. Loài này được M. Howe mô tả khoa học đầu tiên năm 1894.